# Deadline - U.S.A.
Deadline - U.S.A. és una pel·lícula estatunidenca dirigida per Richard Brooks, estrenada el 1952.

## Argument[1]
El redactor en cap del Day, Ed Hutcheson, s'entera que el seu diari tancarà i serà venut al propietari d'un tabloide, The Herald. Un assumpte criminal implicant un personatge deshonest, Tomas Rienzi, canviarà el rumb.

## Repartiment
- Humphrey Bogart: Ed Hutcheson
- Ethel Barrymore: Margaret Garrison
- Kim Hunter: Nora Hutcheson
- Ed Begley: Frank Allen
- Warren Stevens: George Burrows
- Paul Stewart: Harry Thompson
- Martin Gabel: Thomas Rienzi
- Joe De Santis: Herman Schmidt
- Fay Roope (no surt als crèdits): Un jutge

## Al voltant de la pel·lícula
- A través d'aquesta intriga, el director ha abordat la temàtica de la llibertat de premsa.
- En la versió original de la pel·lícula (Deadline) el cap del grup criminal - un personatge clau sortit de la investigació periodística Humphrey Bogart - i l'italià Rienzi, d'origen sicílià; en la versió italiana, però, va ser canviat per Rodzich, originari de l'Europa de l'Est.[2]